# 根菜類
根菜類（こんさいるい、英: root vegetables, root crops）とは、地中にある部分を食用部とする野菜のことであり、ダイコン、カブ、ニンジン、ゴボウ、レンコン、サツマイモ、ジャガイモ、ビートなどが含まれる。根野菜（こんやさい）、根物（ねもの）ともよばれる。食用部は必ずしも植物学上の「根」とは限らず、地下茎（根茎、塊茎、球茎、鱗茎）を食用部とするものも多い。

## 定義
野菜のうち、根や地下茎など地中にある部分を食用部位とするものは、根菜類とよばれる。根野菜や根物ともよばれる。
野菜の定義は国や分野によってやや異なるが、日本ではふつう草（草本植物）に由来し主食とはされず低加工で利用されるものを野菜としている。ジャガイモ、サツマイモ、ヤムイモ（ヤマノイモなど）、タロイモ（サトイモなど）、キャッサバなどは根菜類としても扱われるが、主食とされたり加工品原料とされることも多く、「いも類」として野菜とは別に扱われることもある。

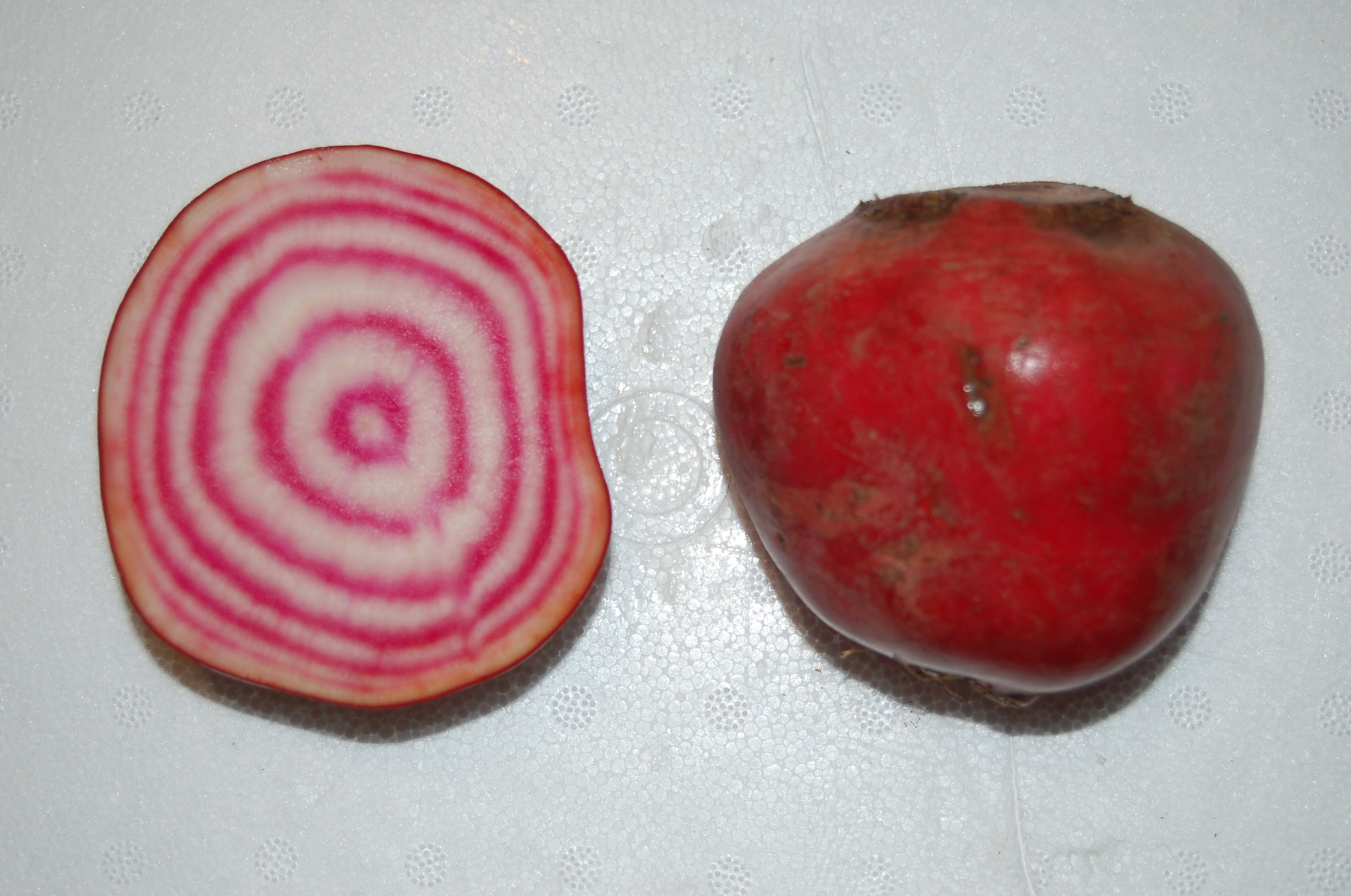
テーブルビートの根の断面

食用部が根である場合、幼根に由来する主根が肥大した多肉根であるもの（ダイコン、ニンジン、ゴボウなど）と、側根や不定根が肥大した塊根であるもの（サツマイモ、キャッサバなど）がある。多肉根では、主根の上部に続く茎（胚軸）も一体化して肥大していることがあり、一般的なダイコンでは食用部の一部、カブでは食用部の大部分が胚軸に由来する。ダイコンなどでは肥大部の上部（おもに胚軸部）が地上に出ることがあり、この性質は抽根性とよばれる。一方、ニンジンやゴボウでは根の収縮によって下方向への牽引作用があり、浅植えであっても多肉根は地中に引き込まれる。また、ダイコン、カブ、ゴボウ、サツマイモなど多くでは維管束の木部が肥大化するが（木部肥大型）、ニンジンやパースニップでは師部が肥大化し（師部肥大型）、テーブルビートやクズイモでは形成層が同心円状に形成されて肥大する（環状肥大型）。野菜栽培において、多肉根では岐根、曲根、裂根のような外形的障害、す入りや空洞症のような内部障害が生じることがあり、大きな問題になることがある。
食用とされる地下茎の中には、根茎であるもの（レンコン、ショウガなど）、塊茎であるもの（ジャガイモなど）、球茎であるもの（サトイモなど）が含まれる。ただし、これらの区分は必ずしも一定したものではなく、塊茎と球茎を分けないこともある。鱗茎であるもの（タマネギ、ニンニク、ラッキョウなど）もあるが、鱗茎の主体は特殊化した葉（鱗茎葉）であり、これらは葉菜類（葉茎菜類）として扱われることも多い。また、ネギやニラとともに「ネギ類」や「鱗茎菜類」として他の野菜と分けられることもある。
生産分野では、根菜類のうち、ダイコン、ニンジン、ゴボウなど幼根から成長した主根が肥大するもの（植物形態学では多肉根）を直根類、ジャガイモ、サツマイモ、サトイモ、ヤマイモ、ショウガなど幼根に直接由来しない根や地下茎が肥大したもの（植物形態学では塊根、塊茎、球茎、根茎など）を塊根類または塊根・塊茎類、球根類として区別することがある。直根類は種子から栽培する必要があるが、塊根類は栄養繁殖が可能であり、種子繁殖の必要がない。一般的に、直根類の根には水分や還元糖・非還元糖が多いが、塊根類の地下器官にはデンプンなど多糖類が多い。

## おもな根菜
根菜類に分類されることがある野菜には、下表のようなものがある。***は日本における指定野菜（消費量が多く、収穫量と出荷量が毎年調査される）、**は特定野菜（指定野菜に準ずる野菜; 特定地域に限るものもある）、*は地域特産野菜生産状況調査（調査は隔年）の対象種である（2024年現在）。利用部位の種類（多肉根、塊根、根茎、球茎、塊茎、鱗茎）によって分けているが、上記のようにこの区分は必ずしも一定ではなく、また球茎と塊茎を分けないこともある。
| 画像 | 名称［英名］ | 分類群                                                | 根菜とされる器官 ［その他の利用部位］ | 用途［食用以外の利用］                                       |
| ---- | --- | ----------------------------------------------------- | ------------------------------------- | ------------------------------------------------------------ |
|      | ダイコン***［daikon］ ハツカダイコン*［radish］ | アブラナ科ダイコン属 Raphanus sativus                 | 多肉根 ［スプラウト、葉、果実］       | 生食、煮物、漬物など                                         |
|      | カブ** ［turnip］ ※ハクサイ、コマツナなどと同種 | アブラナ科アブラナ属 Brassica rapa                    | 多肉根 [葉]                           | 煮物、蒸し物、漬物など                                       |
|      | スウェーデンカブ（ルタバガ） ［rutabaga］ ※セイヨウアブラナと同種                                                                                              | アブラナ科アブラナ属 Brassica napus                   | 多肉根                                | 生食、煮物など ［飼料］                                      |
|      | セイヨウワサビ*（ワサビダイコン、ホースラディッシュ） ［horseradish］                                                                                          | アブラナ科セイヨウワサビ属 Armoracia rusticana        | 多肉根                                | 薬味、粉わさびなど                                           |
|      | マカ ［maca］ | アブラナ科マメグンバイナズナ属 Lepidium meyenii       | 多肉根                                | 粥、発酵飲料など ［生薬］                                    |
|      | テーブルビート（カエンサイ） ［beetroot］ ※テンサイ、フダンソウなどと同種                                                                                      | ヒユ科フダンソウ属 Beta vulgaris                      | 多肉根                                | 生食、炒め物、煮物など                                       |
|      | ニンジン*** ［carrot］ | セリ科ニンジン属 Daucus carota                        | 多肉根 ［葉、種子］                   | 生食、炒め物、煮物、揚げ物、ジュースなど                     |
|      | パースニップ（アメリカボウフウ、サトウニンジン） ［parsnip］                                                                                                   | セリ科アメリカボウフウ属 Pastinaca sativa             | 多肉根                                | 煮物など                                                     |
|      | セルリアック ［celeriac］ ※セロリと同種 | セリ科セロリ属 Apium graveolens                       | 多肉根                                | 生食、煮物など                                               |
|      | パセリ（オランダネゼリ、根用パセリ） ［parsley］ | セリ科オランダミツバ属 Petroselinum crispum           | 多肉根 ［葉］                         | 煮食、スープなど                                             |
|      | ゴボウ** ［edible burdock］ | キク科ゴボウ属 Arctium lappa                          | 多肉根 ［葉］                         | 炒め物、煮物など                                             |
|      | モリアザミ（ゴボウアザミ、ヤブアザミ） | キク科アザミ属 Cirsium dipsacolepis                   | 多肉根                                | 漬物など                                                     |
|      | バラモンジン（サルシファイ） ［salsify］ | キク科バラモンジン属 Tragopogon porrifolius           | 多肉根                                | 煮物など                                                     |
|      | キバナバラモンジン（キクゴボウ） ［black salsify］ | キク科フタナミソウ属 Scorzonera hispanica             | 多肉根 ［葉］                         | 煮物など                                                     |
|      | レレン（トビータンブー） ［lerén］ | クズウコン科 Goeppertia allouia                       | 塊根                                  | 煮る、焼く、デンプン源など                                   |
|      | キャッサバ ［cassava］ | トウダイグサ科キャッサバ属 Manihot esculenta          | 塊根                                  | 煮物、焼き物、蒸し物、デンプン、タピオカ、アルコール原料など |
|      | クズ ［kudzu］ | マメ科クズ属 Pueraria lobata                          | 塊根、葉、花                          | デンプン原料（葛粉）など ［薬用、飼料、繊維］                |
|      | クズイモ（ヤムビーン） ［yam bean］ | マメ科クズイモ属 Pachyrhizus erosus                   | 塊根                                  | 生食、煮物、天ぷらなど                                       |
|      | ハヤトウリ ［chinchayote］ | ウリ科アレチウリ属 Sicyos edulis                      | 塊根 ［果実、茎葉］                   | 生食、茹でる、シチューなど ［生薬、飼料、繊維］              |
|      | サツマイモ**（カンショ） ［sweet potato］ | ヒルガオ科サツマイモ属 Ipomoea batatas                | 塊根 ［葉］                           | 煮物、焼き芋、天ぷら、デンプン・アルコール原料など ［飼料］  |
|      | イモゼリ ［arracacha］ | セリ科 Arracacia xanthorrhiza                         | 塊根                                  | 生食、煮る、焼く、揚げるなど                                 |
|      | ヤーコン ［yacón］ | キク科ヤーコン属 Smallanthus sonchifolius             | 塊根、塊茎 ［葉］                     | 生食、煮物、炒め物など                                       |
|      | ショクヨウカンナ（アチラ） ［edible canna］ | カンナ科カンナ属 Canna edulis                         | 根茎                                  | デンプン源など ［飼料］                                      |
|      | ショウガ** ［ginger］ | ショウガ科ショウガ属 Zingiber officinale              | 根茎 ［葉、芽］                       | 薬味、香辛料、漬物など ［生薬］                              |
|      | ナンキョウ（ガランガル） ［greater galangal］ | ショウガ科ハナミョウガ属 Alpinia galanga              | 根茎 ［花、種子］                     | 香辛料など ［生薬］                                          |
|      | ウコン（ターメリック） ［turmeric］ | ショウガ科ウコン属 Curcuma longa                      | 根茎                                  | 香辛料など ［生薬、染料］                                    |
|      | クズウコン ［arrowroot］ | クズウコン科クズウコン属 Maranta arundinacea          | 根茎                                  | 煮る、焼く、デンプン源など ［生薬］                          |
|      | ハス**（レンコン） ［lotus root］ | ハス科ハス属 Nelumbo nucifera                         | 根茎 ［種子］                         | 煮物、炒め物、天ぷら、漬物など                               |
|      | ワサビ ［wasabi］ | アブラナ科ワサビ属 Eutrema japonicum                  | 根茎 ［葉］                           | 薬味                                                         |
|      | タロイモ［taro］ サトイモ***、ハスイモなど | サトイモ科サトイモ属 Colocasia spp.                   | 球茎 ［葉柄］                         | 煮物、汁物、田楽など                                         |
|      | ゾウコンニャク ［elephant's foot］ | サトイモ科コンニャク属 Amorphophallus paeoniifolius   | 球茎 ［種子］                         | 茹でる、カレーなど ［生薬］                                  |
|      | クワイ* ［arrowhead］ | オモダカ科オモダカ属 Sagittaria trifolia              | 球茎                                  | 煮物、茶碗蒸しなど                                           |
|      | タシロイモ ［Polynesian arrowroot］ | タシロイモ科タシロイモ属 Tacca leontopetaloides       | 塊茎                                  | デンプン                                                     |
|      | ヤムイモ（ヤム）［yam］ ナガイモ、ヤマノイモ**、ダイジョ、トゲドコロ、カシュウイモ、ゴヨウドコロ、ミツバドコロ、キイロギニアヤム、シロギニアヤム、クシクシなど | ヤマノイモ科ヤマノイモ属 Dioscorea spp.               | 塊茎（担根体） ［むかご］             | とろろ、茹でる、焼く、揚げるなど                             |
|      | ショクヨウガヤツリ ［chufa］ | カヤツリグサ科カヤツリグサ属 Cyperus esculentus       | 塊茎                                  | 煮物、油など                                                 |
|      | オオクログワイ ［Chinese water chestnut］ | カヤツリグサ科ハリイ属 Eleocharis dulcis              | 塊茎                                  | 生食、煮物、デンプンなど                                     |
|      | アメリカホドイモ（アピオス） ［American potatobean］ | マメ科Apios Apios americana                           | 塊茎                                  | 煮る、焼く、揚げるなど                                       |
|      | オカ ［oca］ | カタバミ科カタバミ属 Oxalis tuberosa                  | 塊茎 ［葉柄］                         | 煮物など                                                     |
|      | マシュア（アヌ） ［mashua］ | ノウゼンハレン科ノウゼンハレン属 Tropaeolum tuberosum | 塊茎                                  | 揚げる、焼くなど ［生薬］                                    |
|      | ウルーコ（オユコ、ユルカ） ［ulluco］ | ツルムラサキ科ウルルクス属 Ullucus tuberosus          | 塊茎                                  | 生食、煮物など                                               |
|      | マウカ ［mauka］ | オシロイバナ科オシロイバナ属 Mirabilis expansa        | 塊茎 ［葉］                           | スープ、シチューなど ［飼料］                                |
|      | ジャガイモ***（バレイショ） ［potato］ | ナス科ナス属 Solanum tuberosum                        | 塊茎                                  | 煮物、蒸し物、揚げ物、デンプン・アルコール原料など           |
|      | チョロギ ［Chinese artichoke］ | シソ科イヌゴマ属 Stachys affinis                      | 塊茎                                  | 漬物、煮物、炒め物など                                       |
|      | イモジソ | シソ科コリウス属 Coleus rotundifolius                 | 塊茎 ［葉］                           | スープ、カレーなど ［生薬］                                  |
|      | キクイモ ［Jerusalem artichoke］ | キク科ヒマワリ属 Helianthus tuberosus                 | 塊茎                                  | 生食、煮物、漬物など ［飼料］                                |
|      | タマネギ***［onion］ エシャロット*［shallot］ | ヒガンバナ科ネギ属 Allium cepa                        | 鱗茎                                  | 生食、煮物、炒め物、揚げ物、漬物など ［薬用］                |
|      | ニンニク** ［garlic］ | ヒガンバナ科ネギ属 Allium sativum                     | 鱗茎 ［茎、葉］                       | 薬味、生食 ［薬用］                                          |
|      | ラッキョウ** ［Chinese onion］ | ヒガンバナ科ネギ属 Allium chinense                    | 鱗茎                                  | 漬物、煮物など ［薬用］                                      |
|      | ユリ*（ユリ根） ［lily］ | ユリ科ユリ属 Lilium spp.                              | 鱗茎                                  | 煮物、酢の物など                                             |
|      | タケノコ ［bamboo shoot］ | イネ科 マダケ属など                                   | 地下茎からの若茎                      | 生食、煮物、天ぷら、メンマなど                               |

## ギャラリー

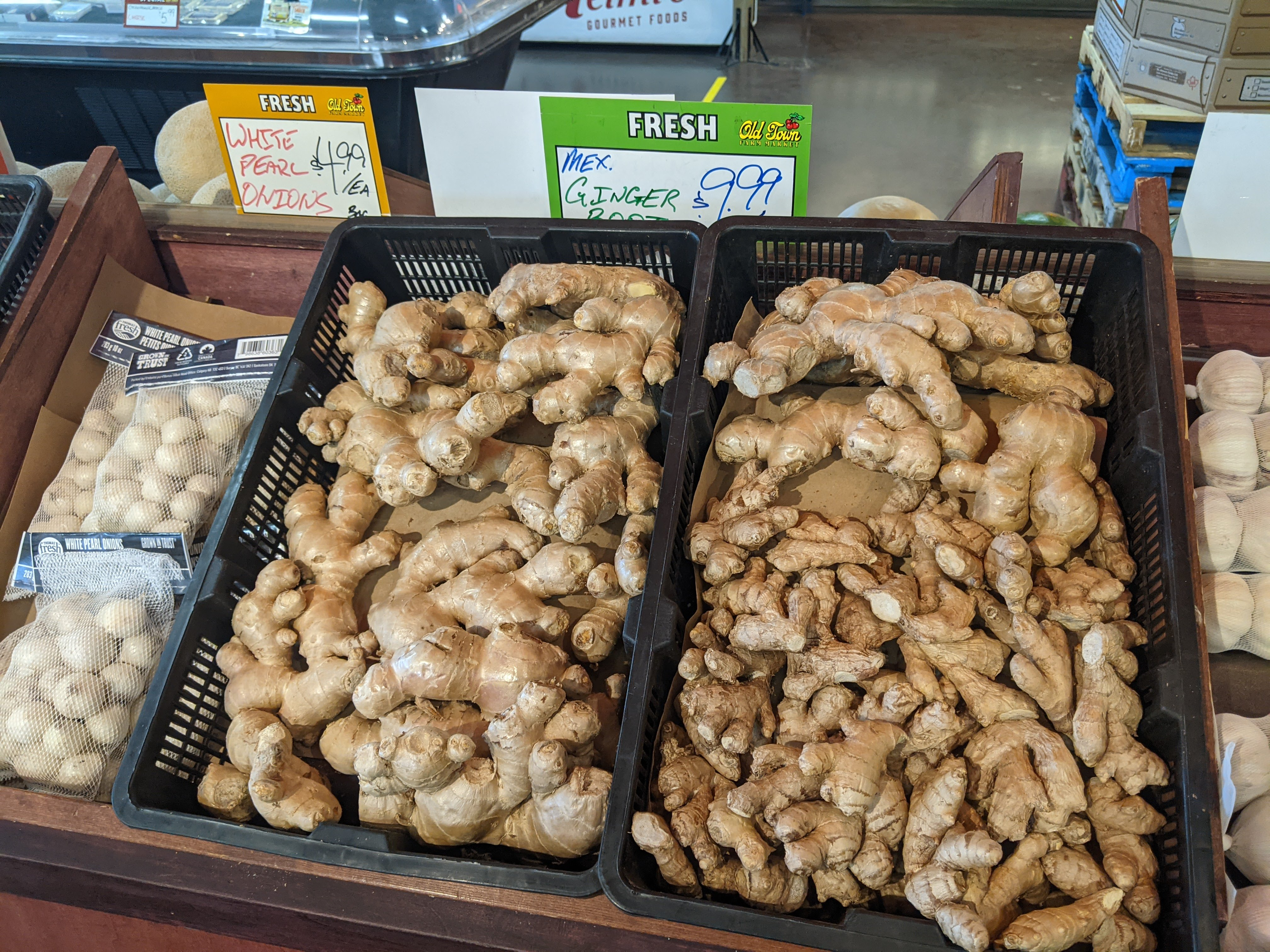
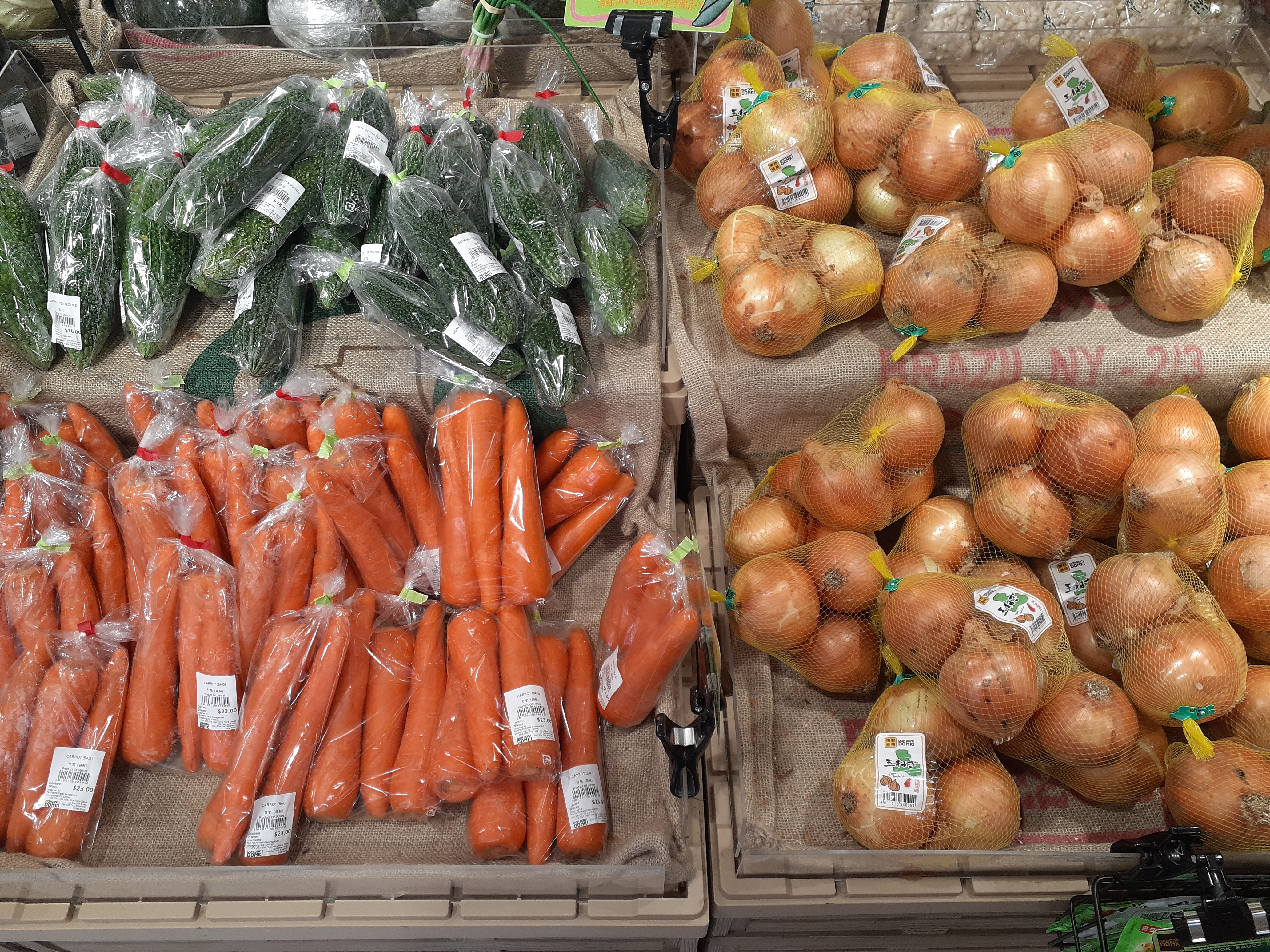
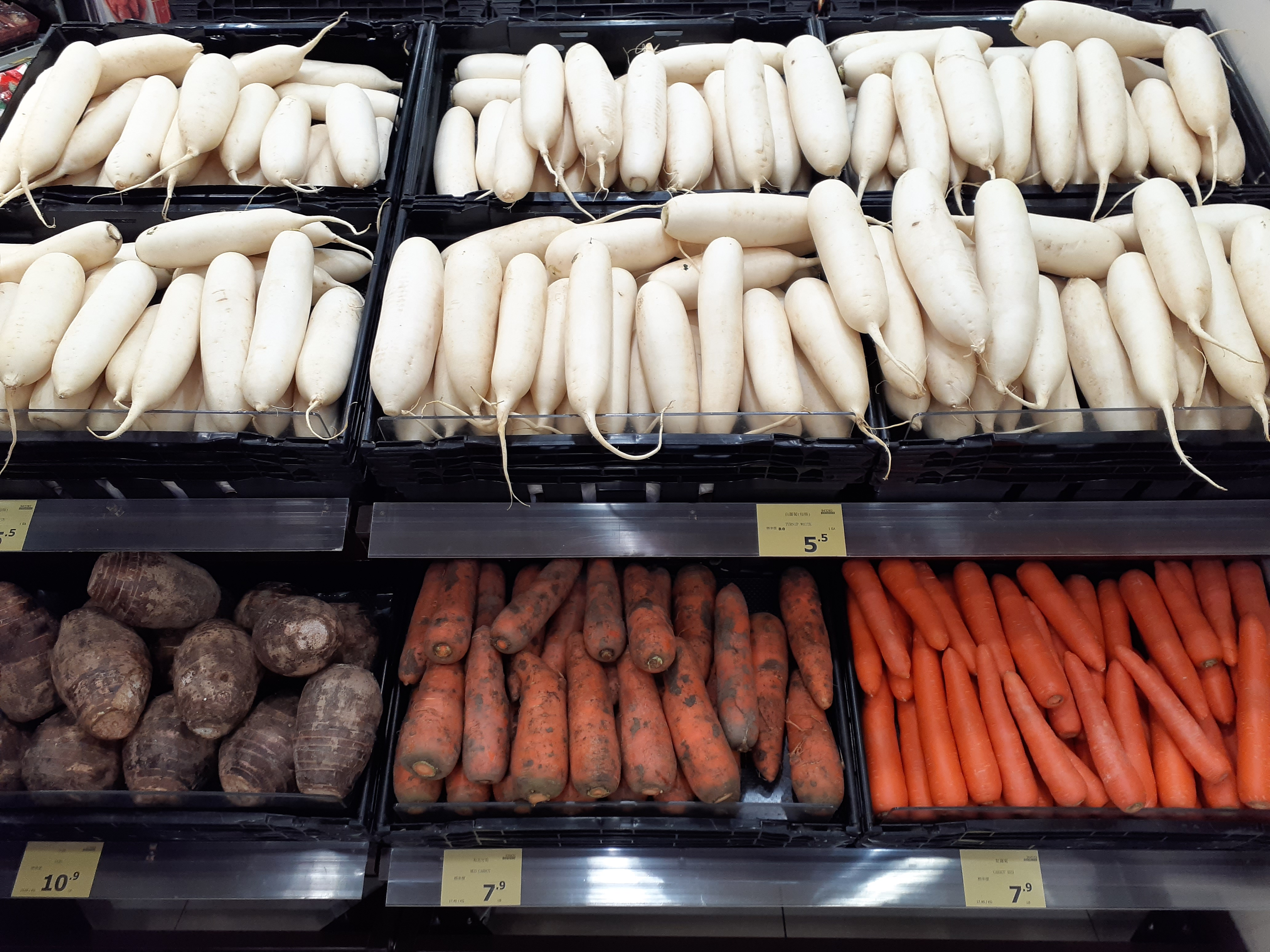
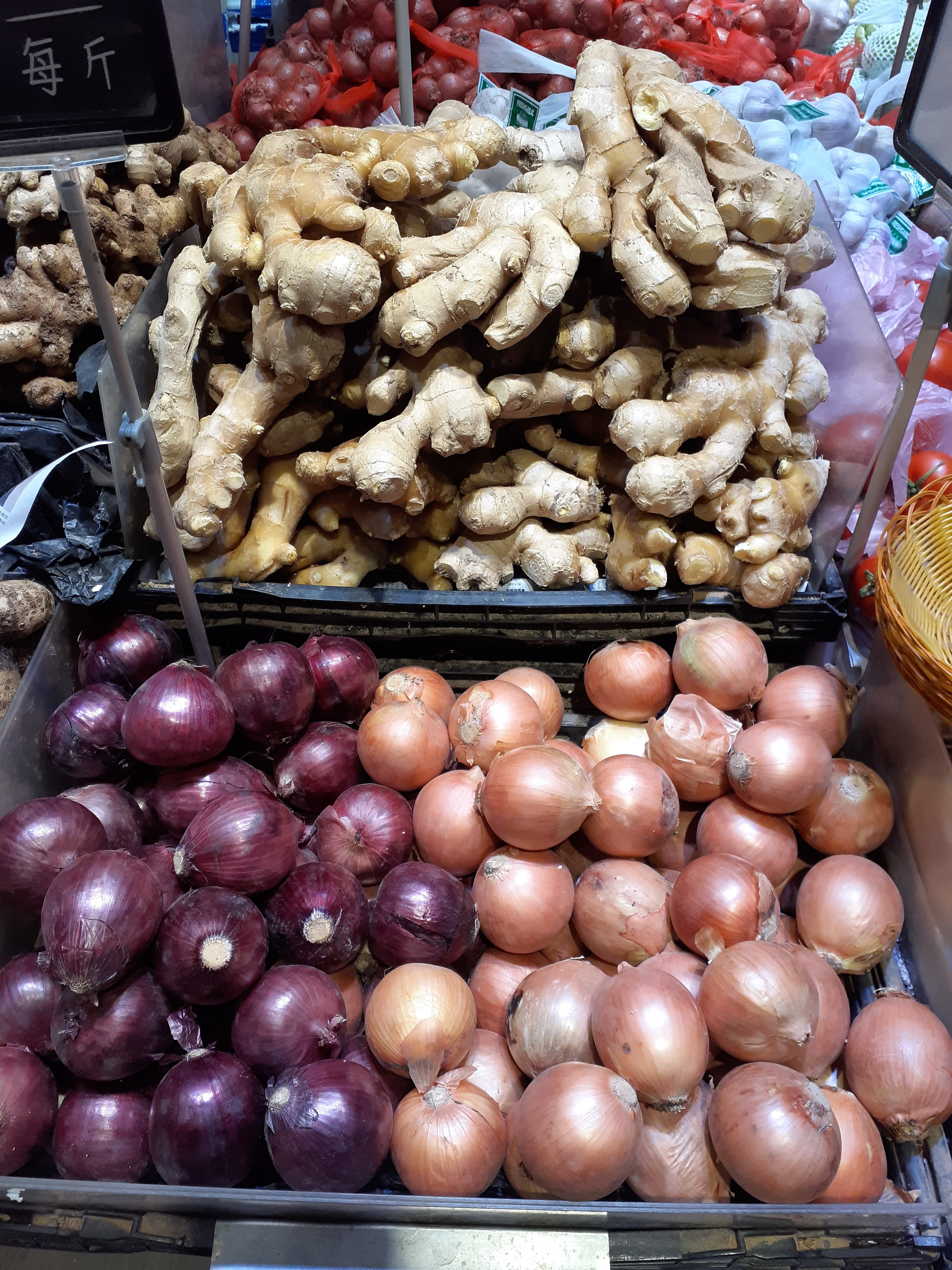
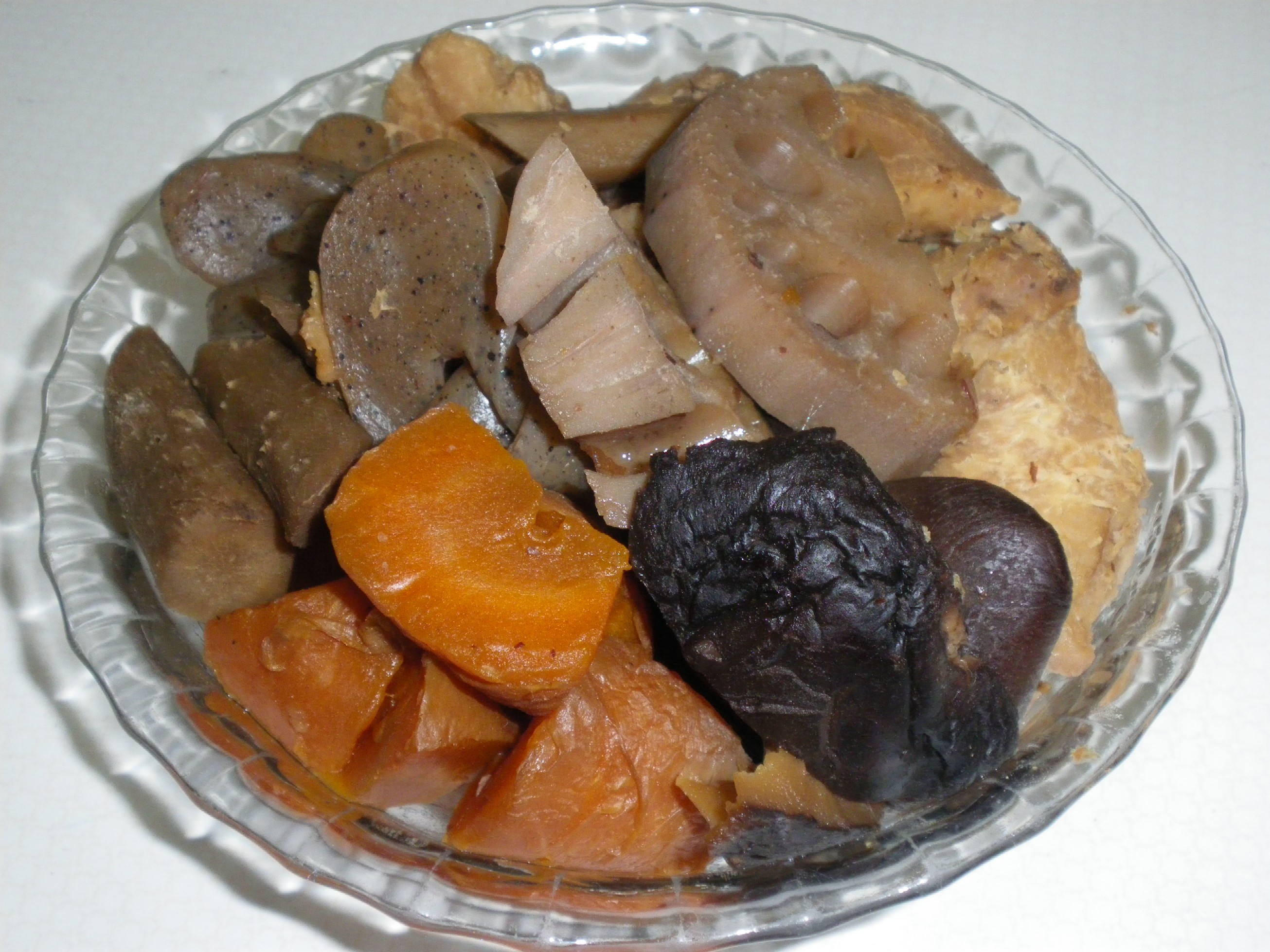